# Боэций (лунный кратер)
Кратер Боэций (лат. Boethius), не путать с кратером Боэций на Меркурии, — небольшой ударный кратер находящийся на восточной окраине Моря Волн у восточного лимба видимой стороны Луны. Название дано в честь римского государственного деятеля, философа-неоплатоника, теоретика музыки, христианского теолога Аниция Манлия Торквата Северина Боэция (ок.480 — 524) и утверждено Международным астрономическим союзом в 1976 г. 

## Описание кратера
Ближайшими соседями кратера являются крупный кратер Кондорсе на севере-северо-западе; небольшой кратер Вильдт на северо-востоке; большой кратер Банахевич на востоке; небольшой кратер Лиувилль на юге-юго-востоке; кратер Респиги на юге и кратер Дубяго на юго-западе. Селенографические координаты центра кратера 5°34′ с. ш. 72°20′ в. д. / 5,57° с. ш. 72,33° в. д., диаметр 11,2 км, глубина 2,05 км.
Кратер имеет чашеобразную форму с маленьким участком плоского дна. Высота вала над окружающей местностью 370 м. Кратер имеет альбедо большее чем окружающая местность, что характерно для молодых кратеров. Объем кратера составляет приблизительно 40 км³. По морфологическим признакам кратер относится к типу BIO (по названию типичного представителя этого класса – кратера Био). 
До своего переименования в 1976 г. кратер назывался сателлитным кратером Дубяго U.

## Сателлитные кратеры
Отсутствуют.